# 圣玛尔定教堂 (韦尔特)

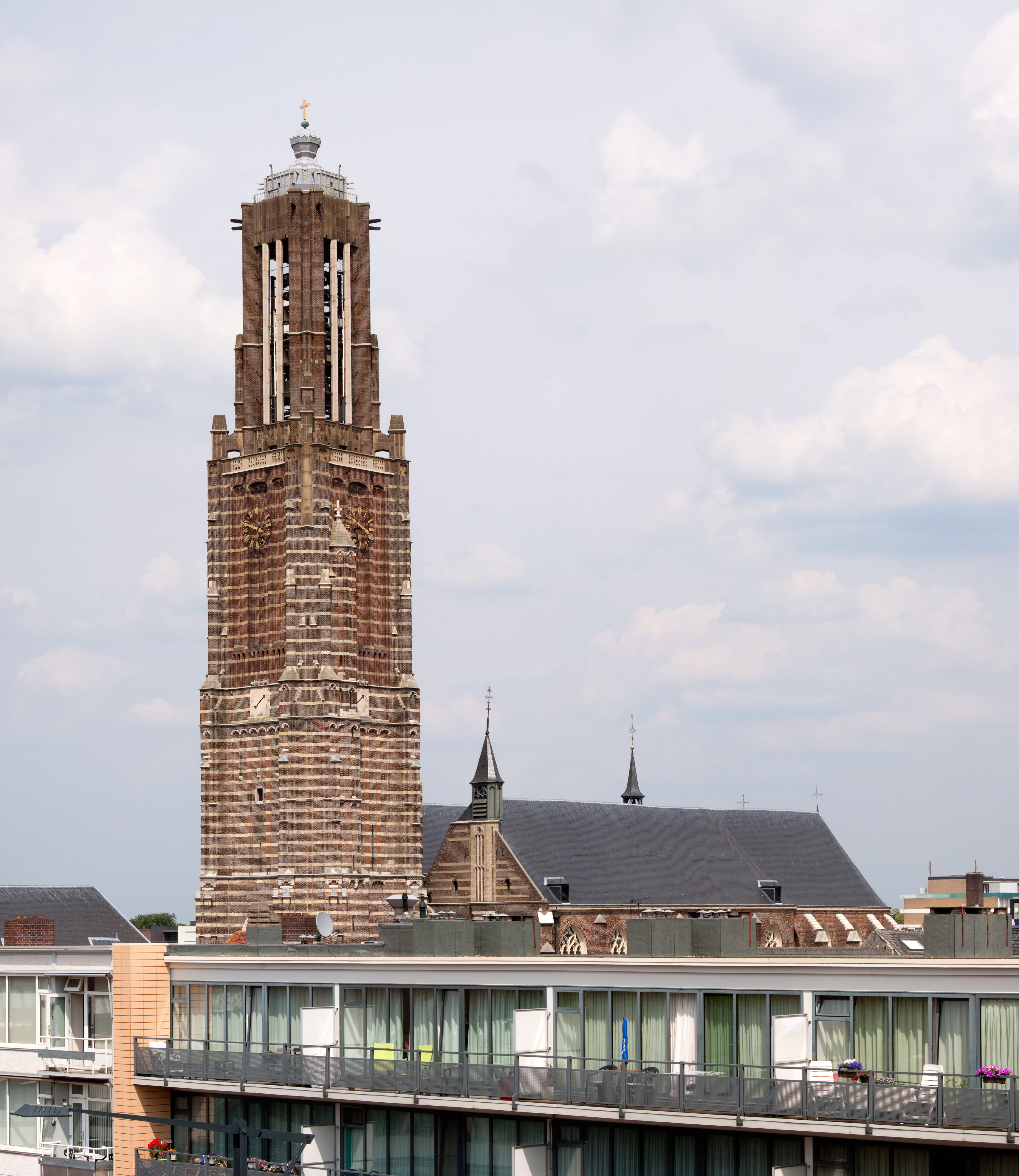
圣玛尔定教堂

圣玛尔定教堂（Sint-Martinuskerk）是一座位于荷兰韦尔特的罗马天主教堂，是荷兰最重要的100处古迹之一。
据记载，1056年初，韦尔特有一座教堂，现在的这座建筑施工的第一阶段哥特式唱诗班直至1456年才完成。1500年，旧的中殿停止使用，开始建造现在的3中殿哥特式风格的大殿，1512年落成。1528年开始建造塔楼，16世纪末期由于缺少资金停止工程。1887年才完成了塔楼，然而楼维持时间不长，1940年，高达60米塔楼倒塌，摧毁了教会的许多墓穴。1951年，教会提出了新的塔楼设计招标。获胜者为西奥·韦尔朗（Theo Verlaan），其设计的新塔楼于1960年完成。塔楼与阿纳姆的尤西比乌斯教堂非常相似。这并非巧合，因为是同一位设计师设计的。